# Hondelange
Hondelange (niem. Hundelingen, wa. Hondlindje, lb. Hondel) – dzielnica (section) gminy Messancy w Belgii, w Regionie Walońskim, w prowincji Luksemburg, w okręgu Arlon. 1 stycznia 2020 roku liczyła 1024 mieszkańców. Do 31 grudnia 1976 r. samodzielna gmina. 

## Demografia
Liczba mieszkańców, stan na 1 stycznia:
| Rok                | 1930 | 1947 | 1961 | 2020 |
| ------------------ | ---- | ---- | ---- | ---- |
| Liczba mieszkańców | 576  | 571  | 623  | 1024 |